# Vuelta al País Vasco 2009
La 49.ª edición de la Vuelta al País Vasco, disputada entre el 6 y el 11 de abril de 2009, estuvo dividida en seis etapas: cinco en ruta y la última en contrarreloj, por un total de 833 km. 
Debido a la crisis económica de 2008-2016 la Euskal Bizikleta desapareció de las competiciones y sus patrocinadores principales, ayuntamiento de Éibar y Gobierno Vasco, se unieron a los patrocinadores de esta carrera. Debido a ello a partir de este año se asignó una etapa con final en Arrate, comienzo de la siguiente etapa en Éibar y varios pasos por dicha localidad.
La prueba se integró en el UCI ProTour de ese año.
Al igual que en la pasada edición el ganador fue Alberto Contador (quien además se hizo con dos etapas). Le acompañaron en el podio Samuel Sánchez y Cadel Evans respectivamente, después de que en el principio segundo clasificado Antonio Colom fuera excluido de las clasificaciones al conocerse que había dado positivo por EPO recombinante en un control antidopaje que le había sido realizado cuatro días antes del inicio de la ronda vasca (ver sección Colom, positivo y exclusión).
En las clasificaciones secundarias se impusieron Rein Taaramäe (montaña), Samuel Sánchez (regularidad), Egoi Martínez (metas volantes) y Caisse d'Epargne (equipos).

## Equipos participantes
Tomaron parte en la carrera 20 equipos: los 18 de categoría UCI ProTour (al ser obligada su participación); más 2 de categoría Profesional Continental mediante invitación de la organización (Cervélo Test Team y Contentpolis-AMPO). Formando así un pelotón de 157 corredores, con 8 cada equipo (excepto el Quick Step, Française des Jeux y Team Katusha que salieron con 7), de los que acabaron 82; con 80 clasificados tras las descalificaciones por dopaje de Christian Pfannberger y Antonio Colom (ver sección Colom, positivo y Dopaje). Los equipos participantes fueron: 
| Equipo                      | Cód. UCI | Categoría               | Jefe de filas                    |
| --------------------------- | -------- | ----------------------- | -------------------------------- |
| Astana                      | AST      | UCI ProTour             | Alberto Contador                 |
| Euskaltel-Euskadi           | EUS      | UCI ProTour             | Samuel Sánchez                   |
| Cervélo Test Team           | CTT      | Profesional Continental | Carlos Sastre                    |
| Quick Step                  | QST      | UCI ProTour             | Allan Davis                      |
| Team Saxo Bank              | SAX      | UCI ProTour             | Frank Schleck Andy Schleck       |
| Caisse d'Epargne            | GCE      | UCI ProTour             | Luis León Sánchez                |
| Française des Jeux          | FDJ      | UCI ProTour             | Sandy Casar                      |
| Team Katusha                | KAT      | UCI ProTour             | Antonio Colom                    |
| Ag2r-La Mondiale            | ALM      | UCI ProTour             | Vladímir Yefimkin                |
| Team Columbia-High Road     | THR      | UCI ProTour             | Kim Kirchen Michael Rogers       |
| Lampre-N.G.C.               | LAM      | UCI ProTour             | Damiano Cunego                   |
| Rabobank                    | RAB      | UCI ProTour             | Robert Gesink Juan Manuel Gárate |
| Bbox Bouygues Telecom       | BBO      | UCI ProTour             | Pierrick Fédrigo                 |
| Garmin-Slipstream           | GRM      | UCI ProTour             | David Zabriskie                  |
| Liquigas                    | LIQ      | UCI ProTour             | Vincenzo Nibali Roman Kreuziger  |
| Cofidis, le Crédit en Ligne | COF      | UCI ProTour             | David Moncoutié                  |
| Silence-Lotto               | SIL      | UCI ProTour             | Cadel Evans                      |
| Team Milram                 | MRM      | UCI ProTour             | Fabian Wegmann                   |
| Fuji-Servetto               | FUJ      | UCI ProTour             | Juan José Cobo                   |
| Contentpolis-AMPO           | MCO      | Profesional Continental | Dionisio Galparsoro              |

La carrera contó así con participantes ilustres, como Alberto Contador, Carlos Sastre, Samuel Sánchez, Damiano Cunego, Cadel Evans, Frank y Andy Schleck, Vincenzo Nibali, Roman Kreuziger, Robert Gesink y Michael Rogers.

## Etapas

### Etapa 1 - 6 de abril de 2009:Ataun-Ataun, 142,5 km

#### Resumen

Perfil de la 1.ª etapa.

En los primeros kilómetros de la etapa se formó una fuga de cuatro corredores permitida por el pelotón que, aunque fue neutralizada, permitió a Aitor Hernández sumar los puntos necesarios para vestir el primer maillot de la montaña. Ya en los últimos 20 kilómetros de etapa, el equipo de casa Euskaltel-Euskadi empezó a tirar del pelotón para tensar el final de etapa. En la última subida del día (cerca de meta), Lazkaomendi, Cunego atacó y a su rueda salió Joaquim Rodríguez; aunque ambos se hicieron con unos metros, fueron alcanzados por un selecto grupo de corredores en la bajada, como Contador, Samuel Sánchez, Evans, Frank Schleck, Antonio Colom, Nibali y Gesink. Sin embargo, la falta de entendimiento en este grupo de favoritos a apenas 4 km de meta provocó la llegada desde atrás de más ciclistas, como Luis León Sánchez, Rogers, Kreuziger y Egoi Martínez. Luis León Sánchez (Caisse d'Epargne) sería precisamente quien finalmente se impuso al esprint en un grupo de 21 corredores en la meta de Ataun, vistiéndose el maillot amarillo como primer líder de la carrera.

#### Clasificaciones
|   | Ciclista          | Equipo             | Tiempo     |
| - | ----------------- | ------------------ | ---------- |
| 1 | Luis León Sánchez | 'Caisse d'Epargne' | 3h 28' 43" |
| 2 | Samuel Sánchez    | Euskaltel-Euskadi  | m.t.       |
| 3 | Jérôme Pineau     | Quick Step         | m.t.       |
| 4 | Christian Knees   | Milram             | m.t.       |
| 5 | Alexandr Kolobnev | Saxo Bank          | m.t.       |

|   | Ciclista          | Equipo            | Tiempo     |
| - | ----------------- | ----------------- | ---------- |
| 1 | Luis León Sánchez | Caisse d'Epargne  | 3h 28' 43" |
| 2 | Samuel Sánchez    | Euskaltel-Euskadi | m.t.       |
| 3 | Jérôme Pineau     | Quick Step        | m.t.       |
| 4 | Christian Knees   | Milram            | m.t.       |
| 5 | Alexandr Kolobnev | Saxo Bank         | m.t.       |

### Etapa 2 - 7 de abril de 2009:Ataun-Villatuerta, 164 km

#### Resumen
La segunda etapa, que no presentaba dificultades montañosas de relevancia y cuyo último puerto era el Alto de Lezaun, de 3.ª categoría y a 20 kilómetros de meta, fue tomada con tranquilidad por los grandes favoritos de la general, convirtiendo la jornada en propicia para una escapada exitosa. Cuatro hombres se hicieron con una renta de hasta más de siete minutos: Yuri Trofímov (Bouygues Télécom), Rein Taaramäe (Cofidis, le Crédit en Ligne), Bauke Mollema (Rabobank) y Manuel Vázquez (Contentpolis-Ampo). En la última subida se marcharon Trofimov y Taaramae, dejando atrás a los otros dos compañeros de fuga (que fueron rápidamente neutralizados por el pelotón). Entre los dos hombres de cabeza de carrera, el ruso Trofimov sacó de rueda al joven Taarame, quien conseguiría enlazar con él poco después. Tras un breve período de colaboración entre ambos, un nuevo ataque del ruso a menos de tres kilómetros de la meta descolgó a Taaramae, y aunque éste estuvo cerca de contactar poco antes de la pancarta del último kilómetro, Yuri Trofímov se hizo finalmente con la victoria de etapa en solitario, pudiendo disfrutar de ella en los últimos metros.
El pelotón llegó a poco más de un minuto con el líder de la general Luis León Sánchez en los primeros puestos para proteger su maillot amarillo, ante la posibilidad de que ciclistas igualados en tiempo con él le quitaran el liderato por el orden de llegada en la línea de meta de Villatuerta.

#### Clasificaciones
|   | Ciclista          | Equipo                      | Tiempo     |
| - | ----------------- | --------------------------- | ---------- |
| 1 | Yuri Trofímov     | Bbox Bouygues Telecom       | 4h 12' 46" |
| 2 | Rein Taaramäe     | Cofidis, le Crédit en Ligne | + 5"       |
| 3 | Ben Swift         | Katusha                     | + 1' 10"   |
| 4 | Michael Albasini  | Columbia-High Road          | m.t.       |
| 5 | Luis León Sánchez | Caisse d'Epargne            | m.t.       |

|   | Ciclista          | Equipo            | Tiempo     |
| - | ----------------- | ----------------- | ---------- |
| 1 | Luis León Sánchez | Caisse d'Epargne  | 7h 42' 39" |
| 2 | Alexandr Kolobnev | Saxo Bank         | m.t.       |
| 3 | Jérôme Pineau     | Quick Step        | m.t.       |
| 4 | Christian Knees   | Milram            | m.t.       |
| 5 | Samuel Sánchez    | Euskaltel-Euskadi | m.t.       |

### Etapa 3 - 8 de abril de 2009:Villatuerta-Éibar(Arrate), 172,5 km

#### Resumen
Esta etapa, heredera de la clásica última etapa con final en Arrate (Éibar) de la extinta Euskal Bizikleta, era por su dureza la etapa reina de la vuelta, y en la que se preveían movimientos de los hombres importantes de la carrera de cara a la general. Hubo varios intentos de escapada, aunque ninguno exitoso.
Ya dentro de los últimos 50 kilómetros de la etapa, el equipo Astana se puso al mando en el pelotón para tensar la carrera en los puertos previos a la subida final de Arrate. En las primeras rampas del puerto, Chris Horner (Astana) impuso un alto ritmo para fraccionar el grupo, y una vez logrado su jefe de filas Alberto Contador lanzó un potente ataque que le permitió colocarse en solitario como cabeza de carrera. Mientras tanto, en el grupo pronto cedieron ciclistas importantes como Frank Schleck, Vincenzo Nibali, Roman Kreuziger, Robert Gesink, el hasta entonces líder Luis León Sánchez y Juanjo Cobo, por lo que tras Contador se formó un cuarteto perseguidor compuesto por Cadel Evans, Damiano Cunego, Samuel Sánchez y Antonio Colom. El australiano Evans decidió entonces atacar y lanzarse en solitario a la caza de Contador, aunque no lo consiguió, quedando en tierra de nadie entre Contador y el dúo formado por Samuel Sánchez y Toni Colom, una vez que Cunego empezó también a ceder unos metros. 
Contador coronó el puerto (Alto de Ixua) con 9 segundos de ventaja respecto a Evans y cinco segundos más sobre Samuel y Colom. Sin embargo, estos dos lograron enlazar con el australiano en los dos kilómetros restantes (en semi-bajada) hasta la meta de la etapa, situada en los alrededores del Santuario de Arrate. 
Finalmente Alberto Contador logró la victoria de esta etapa reina y se enfundó el maillot amarillo de líder de la general, a la espera de la decisiva contrarreloj final del sábado. El resto de favoritos quedaban por tanto por detrás del líder del Astana, con el trío Evans-Samuel-Colom a 8", Cunego a 28", Gesink a 32", Luis León Sánchez a 35", el grupo formado de Nibali, Kreuziger, Casar y Joaquim Rodríguez a 54" y el grupo de Michael Rogers y Frank Schleck a 1' 11"; la ventaja respecto a todos ellos se correspondía con la lograda en esta tercera etapa, al haber estado hasta entonces igualados en tiempos todos ellos.
Posteriormente Toni Colom fue descalificado por dopaje con lo que sus resultados no se tuvieron en cuenta (ver sección Colom, positivo y exclusión).

#### Clasificaciones
|   | Ciclista         | Equipo            | Tiempo     |
| - | ---------------- | ----------------- | ---------- |
| 1 | Alberto Contador | 'Astana'          | 4h 16' 30" |
| 2 | Cadel Evans      | Silence-Lotto     | + 8"       |
| 3 | Samuel Sánchez   | Euskaltel-Euskadi | m.t.       |
| 5 | Damiano Cunego   | Lampre-N.G.C.     | + 27"      |
| 6 | Robert Gesink    | Rabobank          | + 32"      |

|   | Ciclista         | Equipo            | Tiempo      |
| - | ---------------- | ----------------- | ----------- |
| 1 | Alberto Contador | Astana            | 11h 59' 09" |
| 2 | Samuel Sánchez   | Euskaltel-Euskadi | + 8"        |
| 3 | Cadel Evans      | Silence-Lotto     | m.t.        |
| 4 | Damiano Cunego   | Lampre-N.G.C.     | + 27"       |
| 5 | Robert Gesink    | Rabobank          | + 32"       |

### Etapa 4 - 9 de abril de 2009:Éibar-Güeñes, 161 km

#### Resumen
La primera parte de la carrera estuvo marcada por una peligrosa caída de Dani Navarro y Chris Horner, que obligó a este último (protagonista un día antes en Arrate) a abandonar. En un día en el que las grandes complicaciones montañosas estaban lejos de meta (el encadenado Urquiola y Bikotzgane a casi 100 km de la meta y el Alto de Bezi, de 3.ª categoría, como última dificultad a 33 km de la misma), la etapa se reveló como propicia para las escapadas de hombres que acumularan retraso en la general.
Tras unos primeros cortes peligrosos en los primeros puertos mencionados, donde se produjo la caída, se tranquilizó la carrera y en cabeza de carrera se situó una escapada con una gran ventaja (más de seis minutos), compuesta por tres ciclistas: Michael Albasini, Jurgen Van den Broeck y Christian Vandevelde. Al no ser nombres peligrosos para la general, el Astana no intentó abortar la fuga, y el Rabobank decidió no trabajar en la persecución al no encontrarse Óscar Freire en buen estado para disputar un hipotético esprint, obligando a los equipos Caisse d'Epargne y Euskaltel-Euskadi a posicionarse en cabeza del pelotón para reducir las diferencias con los escapados, que podían poner en riesgo su situación de privilegio en la clasificación por equipos. 
En los dos últimos kilómetros, y con una renta de dos minutos respecto al pelotón, empezaron los movimientos en el grupo de escapados para decidir la victoria de etapa. Van den Broeck y Vandevelde intentaron atacar a Albasini, pero éste les salió a rueda en sus respectivos ataques y después se puso al mando del grupo a muy baja velocidad, girando el cuello constantemente para asegurarse de que no hubiera movimientos. Ya en la recta final, Michael Albasini lanzó el esprint y ganó con autoridad a sus dos compañeros de fuga, pudiendo incluso alzar los brazos en señal de triunfo al cruzar la línea de meta de Güeñes.

#### Clasificaciones
|   | Ciclista              | Equipo               | Tiempo     |
| - | --------------------- | -------------------- | ---------- |
| 1 | Michael Albasini      | 'Columbia-High Road' | 3h 59' 42" |
| 2 | Jurgen Van den Broeck | Silence-Lotto        | m.t.       |
| 3 | Christian Vandevelde  | Garmin-Slipstream    | m.t.       |
| 4 | Ben Swift             | Katusha              | + 1' 25"   |
| 5 | Allan Davis           | Quick Step           | m.t.       |

|   | Ciclista         | Equipo            | Tiempo      |
| - | ---------------- | ----------------- | ----------- |
| 1 | Alberto Contador | Astana            | 16h 00' 16" |
| 2 | Samuel Sánchez   | Euskaltel-Euskadi | + 8"        |
| 3 | Cadel Evans      | Silence-Lotto     | m.t.        |
| 4 | Damiano Cunego   | Lampre-N.G.C.     | + 27"       |
| 5 | Robert Gesink    | Rabobank          | + 32"       |

### Etapa 5 - 10 de abril de 2009:Güeñes-Zalla, 169 km

#### Resumen
La etapa estuvo condicionada por la intensa lluvia y el frío, que fueron protagonistas en esta jornada que discurría por las Encartaciones. Se formó una escapada peligrosa en la que había ciclistas como Joaquim Rodríguez y Egoi Martínez, a apenas un minuto del líder en la clasificación general Alberto Contador, además de gente como Andy Schleck, David Moncoutié, David De la Fuente y Maxime Monfort. Sin embargo, el equipo Astana logró neutralizar esa fuga. En esta etapa abandonaron numerosos ciclistas, incluido Frank Schleck.
Ya en los últimos 24 kilómetros de etapa (idéntico recorrido de la contrarreloj del día siguiente), Vladimir Efimkin y Alessandro Vanotti saltaron del grupo, sumándose después a ellos Marco Pinotti. Sería precisamente este último quien se escaparía en la tercera y última subida a Beci (de 3.ª categoría), mientras que sus compañeros de fuga fueron alcanzados por el pelotón. En el pelotón, no hubo movimientos de los hombres fuertes de la general, más pendientes de la decisiva crono del día siguiente, y sólo un retrasado Vincenzo Nibali intentó arañar tiempo, aunque sin éxito.
Pinotti, experimentado contrarrelojista, supo administrar su ventaja sobre el grupo en los kilómetros finales en bajada y llano, llegando a la meta de Zalla con tiempo suficiente para saborear su triunfo en los metros finales. Este triunfo de Marco Pinotti suponía la segunda victoria consecutiva del Columbia-High Road en la ronda vasca. En el pelotón, el británico Ben Swift fue por tercera vez el más rápido, lo que le permitió, a falta de victorias de etapa, obtener el maillot de la regularidad que solo le duraría un día.

#### Clasificaciones
|   | Ciclista            | Equipo               | Tiempo     |
| - | ------------------- | -------------------- | ---------- |
| 1 | Marco Pinotti       | 'Columbia-High Road' | 3h 59' 42" |
| 2 | Ben Swift           | Katusha              | + 19"      |
| 3 | Francesco Gavazzi   | Lampre-N.G.C.        | m.t.       |
| 4 | Christian Knees     | Milram               | m.t.       |
| 5 | Johannes Fröhlinger | Milram               | m.t.       |

|   | Ciclista         | Equipo            | Tiempo      |
| - | ---------------- | ----------------- | ----------- |
| 1 | Alberto Contador | Astana            | 20h 16' 31" |
| 2 | Samuel Sánchez   | Euskaltel-Euskadi | + 8"        |
| 3 | Cadel Evans      | Silence-Lotto     | m.t.        |
| 4 | Damiano Cunego   | Lampre-N.G.C.     | + 27"       |
| 5 | Robert Gesink    | Rabobank          | + 32"       |

### Etapa 6 - 11 de abril de 2009:Zalla-Zalla(CRI), 24 km

#### Resumen
La última y decisiva etapa era una contrarreloj de 24 kilómetros con dos tramos bien diferenciados por el punto intermedio: una primera parte marcada por la subida a Avellaneda (no puntuable) y Beci (de 3.ª categoría pero no puntuable en la crono) y una segunda parte que combinaba partes en bajada y llanas con algún ligero repecho.
Entre los hombres importantes de la carrera, Alberto Contador fue el más fuerte con diferencia y sacó una importante ventaja al resto de favoritos, marcando los mejores registros tanto en el punto intermedio como en la meta, por lo que se hizo con la victoria de etapa y amplió la renta de su maillot amarillo, alzándose por segundo año consecutivo como el ganador de la ronda vasca. Contador mejoró además en 45" el récord de la crono, que hasta entonces ostentaba Gómez Marchante, ganador en 2006 en ese mismo recorrido. El pinteño se reafirmó así como el claro dominador de la carrera.
Entre el resto, Antonio Colom fue el más fuerte y se colocó 2.º en la general, completando el podio Samuel Sánchez. El asturiano perdía 45" en el punto intermedio y llegó a meta con ese mismo retraso, después de hacer la segunda parte en el mismo tiempo que Contador; además, logró el maillot blanco de la regularidad. La sorpresa negativa de la jornada fue Cadel Evans, experimentado contrarrelojista que perdió su posición de podio en esta etapa, mientras que otros hombres como Luis León Sánchez, Cunego, Gesink, Rogers y los Liquigas Nibali y Kreuziger se reafirmaron en el top 10 de la general, aunque lejos de los tres primeros.
Posteriormente Toni Colom fue descalificado por dopaje con lo que sus resultados no se tuvieron en cuenta (ver sección Colom, positivo y exclusión).

#### Clasificaciones
|   | Ciclista          | Equipo             | Tiempo   |
| - | ----------------- | ------------------ | -------- |
| 1 | Alberto Contador  | 'Astana'           | 31' 59"  |
| 2 | Samuel Sánchez    | Euskaltel-Euskadi  | + 45"    |
| 3 | Michael Rogers    | Columbia-High Road | + 1' 09" |
| 4 | Luis León Sánchez | Caisse d'Epargne   | + 1' 13" |
| 6 | Marco Pinotti     | Columbia-High Road | + 1' 18" |

|   | Ciclista          | Equipo            | Tiempo      |
| - | ----------------- | ----------------- | ----------- |
| 1 | Alberto Contador  | 'Astana'          | 20h 48' 30" |
| 2 | Samuel Sánchez    | Euskaltel-Euskadi | + 53"       |
| 3 | Cadel Evans       | Silence-Lotto     | + 1' 33"    |
| 4 | Luis León Sánchez | Caisse d'Epargne  | + 1' 48"    |
| 5 | Damiano Cunego    | Lampre-N.G.C.     | + 1' 53"    |

## Clasificaciones finales

### Clasificación general
| Posición | Ciclista          | Equipo             | Tiempo      |
| -------- | ----------------- | ------------------ | ----------- |
|          | Alberto Contador  | Astana             | 20h 48' 30″ |
| 2        | Samuel Sánchez    | Euskaltel-Euskadi  | + 53"       |
| 3        | Cadel Evans       | Silence-Lotto      | + 1' 33"    |
| 4        | Luis León Sánchez | Caisse d'Epargne   | + 1' 48"    |
| 5        | Damiano Cunego    | Lampre             | + 1' 53"    |
| 6        | Robert Gesink     | Rabobank           | + 1' 57″    |
| 7        | Michael Rogers    | Columbia-High Road | + 2' 20″    |
| 8        | Vincenzo Nibali   | Liquigas           | + 2' 30″    |
| 9        | Roman Kreuziger   | Liquigas           | + 2' 35″    |
| 10       | Christian Knees   | Milram             | + 3' 00″    |

### Clasificación de la montaña
| Posición | Ciclista             | Equipo                      | Puntos |
| -------- | -------------------- | --------------------------- | ------ |
|          | Rein Taaramäe        | Cofidis, le Crédit en Ligne | 37     |
| 2        | Aitor Hernández      | Euskaltel-Euskadi           | 35     |
| 3        | Christian Vandevelde | Garmin-Slipstream           | 21     |
| 4        | David Moncoutié      | Cofidis, le Crédit en Ligne | 19     |
| 5        | Egoi Martínez        | Euskaltel-Euskadi           | 14     |

### Clasificación de la regularidad
| Posición | Ciclista          | Equipo             | Puntos |
| -------- | ----------------- | ------------------ | ------ |
|          | Samuel Sánchez    | Euskaltel-Euskadi  | 61     |
| 2        | Alberto Contador  | Astana             | 59     |
| 3        | Luis León Sánchez | Caisse d'Epargne   | 58     |
| 4        | Ben Swift         | Katusha            | 50     |
| 5        | Christian Knees   | Columbia-High Road | 37     |

### Clasificación de metas volantes
| Posición | Ciclista             | Equipo                      | Puntos |
| -------- | -------------------- | --------------------------- | ------ |
|          | Egoi Martínez        | Euskaltel-Euskadi           | 6      |
| 2        | Yuri Trofímov        | Bbox Bouygues Telecom       | 6      |
| 3        | Christian Vandevelde | Garmin-Slipstream           | 5      |
| 4        | Bingen Fernández     | Cofidis, le Crédit en Ligne | 4      |
| 5        | Marco Pinotti        | Columbia-High Road          | 3      |

### Clasificación por equipos
| Posición | Equipo             | Tiempo      |
| -------- | ------------------ | ----------- |
|          | Caisse d'Epargne   | 62h 35' 14" |
| 2        | Euskaltel-Euskadi  | + 1"        |
| 3        | Liquigas           | + 39"       |
| 4        | Columbia-High Road | + 4' 10"    |
| 5        | Saxo Bank          | + 4' 27"    |

## Evolución de las clasificaciones
| Etapa (Vencedor)                   | Clasificación general | Clasificación de la montaña | Clasificación de la regularidad | Clasificación de las metas volantes | Clasificación por equipos |
| ---------------------------------- | --------------------- | --------------------------- | ------------------------------- | ----------------------------------- | ------------------------- |
| 1.ª etapa (Luis León Sánchez)      | Luis León Sánchez     | Aitor Hernández             | Luis León Sánchez               | Gorka Izagirre                      | Caisse d'Epargne          |
| 2.ª etapa (Yuri Trofímov)          | Luis León Sánchez     | Aitor Hernández             | Luis León Sánchez               | Manuel Vázquez                      | Caisse d'Epargne          |
| 3.ª etapa (Alberto Contador)       | Alberto Contador      | Aitor Hernández             | Luis León Sánchez               | Manuel Vázquez                      | Caisse d'Epargne          |
| 4.ª etapa (Michael Albasini)       | Alberto Contador      | Aitor Hernández             | Luis León Sánchez               | Michael Albasini                    | Caisse d'Epargne          |
| 5.ª etapa (Marco Pinotti)          | Alberto Contador      | Rein Taaramäe               | Ben Swift                       | Egoi Martínez                       | Caisse d'Epargne          |
| 6.ª etapa (CRI) (Alberto Contador) | Alberto Contador      | Rein Taaramäe               | Samuel Sánchez                  | Egoi Martínez                       | Caisse d'Epargne          |
| Final                              | Alberto Contador      | Rein Taaramäe               | Samuel Sánchez                  | Egoi Martínez                       | Caisse d'Epargne          |

## Cobertura televisiva
La retransmisión televisiva de la carrera corrió a cargo de ETB, la televisión pública vasca, que emitió todas las etapas en directo a través de ETB 1 y ETB Sat.
 Además de las motos y las cámaras fijas de meta, en algunas etapas (3.ª, 5.ª y 6.ª) se contó también con un helicóptero para obtener imágenes aéreas. El narrador de las retransmisiones fue Fermín Aramendi, máximo responsable de ciclismo en dicha cadena, secundado en los comentarios por los exciclistas Aitor Osa y Mikel Artetxe. El periodista Iñigo Aiestarán seguía in situ la carrera desde una moto, entrevistando a los directores deportivos que iban en los coches y dando referencias de tiempos y dorsales, además de entrevistar a los ciclistas más destacados al término de cada etapa.
La política de austeridad presupuestaria de la televisión pública vasca hizo peligrar la retransmisión hasta pocas semanas antes del inicio de la ronda vasca, pero tras la fusión con la Euskal Bizikleta (uno de cuyos patrocinadores principales era ETB) se logró asegurar la emisión de la carrera.
La señal televisiva de la carrera fue facilitada asimismo a otras cadenas:
- Teledeporte (canal deportivo de TVE)[15]
- TPA (televisión pública asturiana)[19]
- Universal Sports TV (Norteamérica)[15]
- T2 Sport (Dinamarca)[15]
- Sport+ (Francia y satélites en Europa)[15]

## Dopaje

### Pfannberger, sanción de por vida
El 7 de mayo de 2009 se hizo público que Christian Pfannberger dio positivo el 19 de marzo de 2009 por EPO. Lo que finalmente le supuso una sanción de por vida por ser reincidente.

### Colom, positivo y exclusión
El 9 de junio de 2009 se hizo público que Antonio Colom (segundo en la general) había dado positivo por EPO recombinante en un control antidopaje por sorpresa realizado fuera de competición el 2 de abril de ese mismo año, cuatro días antes de que empezara la ronda vasca. El corredor, que negó las acusaciones, fue suspendido provisionalmente por su equipo a la espera del contraanálisis. La RFEC sancionó a Colom con dos años de suspensión y 46.958 euros de multa.

### Nuevas clasificaciones
Tras la resolución definitiva de todos los casos de dopaje la UCI procedió a hacer nuevas clasificaciones y los resultados de Colom y Pfannberger fueron anulados y oficialmente fueron desclasificados de la ronda vasca con la indicación "0 DSQ" (descalificado), aunque indicando el tiempo y puntos de las clasificaciones parciales y finales. Por ello todos sus resultados fueron anulados y sus puestos quedaron vacantes; excepto en la de la clasificación general final de Colom, que al conseguir resultados destacados, su exclusión supuso que los corredores que quedaron por detrás de él (hasta el 20.º) subiesen un puesto en la clasificación, quedando vacante la vigésima posición. Teniendo sus participaciones solo incidencia en la clasificación por equipos como suele ser habitual en estos casos de expulsión de corredores.